# Monumento a los Xiquets de Valls

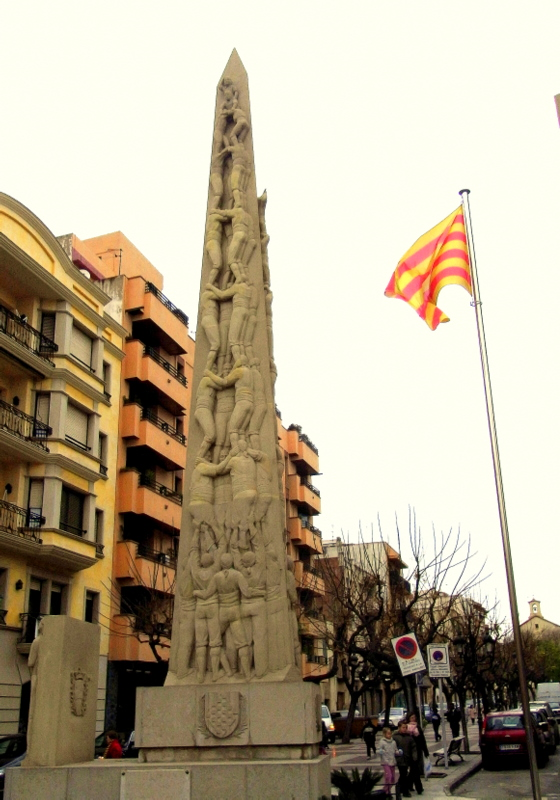
El monumento

El Monumento a los Xiquets de Valls es un monumento dedicado a los Xiquets de Valls, nombre dado a las dos primeras collas castelleras, obra del escultor español Josep Busquets Ódena. Está situado en el Paseo de los Caputxins de Valls.
Es una pirámide de sección triangular con representaciones de tres “castells”: un 4 de 9 sin “folre”, un “pilar” de 6 y un 2 de 7, con una anchura en la base de 2 m, 1,5 m y 1 m respectivamente. El peso aproximado de la pirámide es de 25 toneladas de piedra arenisca y la altura es de 11,7 m. La base tiene 4 caras, con los escudos de las provincias catalanas. Encima tiene un panel independiente de la pirámide, con un alto relieve representando a los “grallers” (músicos). Detrás está el escudo de Valls. La altura de esta base és de 2,40 m que, sumados a los de la pirámide dan una altura total de 14,6 m.
La inauguración del monumento, realizada el 22 de junio de 1969, contó con la participación de todas las collas existentes en aquel momento: Castellers de Barcelona, Castellers de Vilafranca, Colla Nova dels Xiquets de Tarragona, Colla Vella dels Xiquets de Tarragona, Colla Vella dels Xiquets de Valls, Miñons del Arboç y Nens del Vendrell.